# Lukas Rossi
Lukas Rossi (nascido em 21 de dezembro de 1976), é um cantor Canadense, e vencedor do programa de tv Rock Star: Supernova.
Lukas foi excolhido entre Magni Asgeirsson (4º colocado), Toby Rand (3º colocado), e finalmente Dilana Robichaux (2ª colocada) para se tornar vocalista do Rock Star Supernova dia 13 de setembro de 2006.
Lukas estudou na Royans School For the Musical Performing Arts (que incluem estudantes como Raine Maida do Our Lady Peace) e gravou, escreveu, produziu e tocou na sua banda Cleavage, assim como co-produtor, cantou e tocou com várias bandas Canadenses incluindo I Mother Earth, The Tea Party, Edwin e Big Wreck e também bandas Americanas como Papa Roach.